# Wrocław Pracze
Wrocław Pracze – stacja kolejowa we Wrocławiu, przy ulicy Towarowej na osiedlu Pracze Odrzańskie, która została oddana do użytku wraz z otwarciem linii kolejowej do Rudnej Gwizdanów w 1874 roku. Według klasyfikacji PKP ma kategorię dworca aglomeracyjnego. W latach 2010/11 dworzec został poddany gruntownej renowacji. Obecnie na stacji zatrzymują się tylko pociągi osobowe przewoźnika Polregio oraz Koleje Dolnośląskie.

## Ruch pasażerski
| Rok  | Wymiana pasażerska na dobę |
| ---- | -------------------------- |
| 2017 | 500-699                    |
| 2022 | 700-999                    |